# Приамурська армія ППО
Приаму́рська а́рмія ППО — авіаційне об'єднання сил ППО, повітряна армія ППО РСЧА в Збройних силах СРСР за часів Другої світової війни.
Армія ППО сформована наприкінці квітня 1945 року на підставі постанови ДКО від 14 березня 1945 на базі Далекосхідної зони ППО, а також з'єднань і частин ППО, передислокованих з європейської частини СРСР.

## Склад
Армія входила до складу військ 2-го Далекосхідного фронту. У серпні 1945 року у складі армії знаходилися:
- два корпуси ППО
- дві дивізії ППО
- винищувальна авіаційна дивізія

Бойовий склад армії налічував:
- 2 зенітних артилерійських бригади
- 4 винищувальних авіаційних полки
- 8 зенітних артилерійських полків
- 18 окремих зенітних артилерійських дивізіонів
- 6 батальйонів ВНОС
- 14 зенітних бронепоїздів
- інші частини

## Командування
Командувачі:
- генерал-майор артилерії Я. К. Поляков (квітень 1945 — до кінця радянсько-японської війни)

Члени військової ради:
- генерал-майор авіації В. С. Шимко (квітень 1945 — до кінця радянсько-японської війни)

Начальники штабів:
- генерал-майор Г. М. Кобленц (квітень 1945 р. — до кінця радянсько-японської війни).